# بروك بيري
بروك بيري (بالفرنسية: Brooke Berry)‏ (و. 1980  م) هي بلاي بوي بلاي ميت، وعارضة كندية، ولدت في كولومبيا البريطانية.

## التعليم
تعلمت في جامعة كاليفورنيا، بركلي.

## وصلات خارجية
- بروك بيري على موقع IMDb (الإنجليزية)
- بروك بيري على موقع كينوبويسك (الروسية)

- بروك بيري في قاعدة بيانات الأفلام على الإنترنت